# Samuel Nauckhoff
Samuel Wilhelm Nauckhoff, född 23 januari 1795 på Skedevi i Forssa socken, död 14 oktober 1889 i Stockholm, var en svensk militär.
Samuel Nauckhoff var son till kapten Per Johan Nauckhoff och Fredrika Elisabeth Indebetou. Han blev kadett vid Krigsakademien på Karlberg och utexaminerades därifrån 1811, blev samma år fänrik vid Andra livgardet, löjtnant 1815, kapten vid regementet 1822, major i armén 1835, vid regementet 1842, och överstelöjtnant i armén 1843. Nauckhoff blev premiärmajor vid regementet 1851, överstelöjtnant där samma år och var 1851–1861 överste och sekundchef vid Andra livgardet. Han befordrades till generalmajor 1857, var samma år tillförordnad överkommendant i Stockholm och generalbefälhavare för Femte militärdistriktet 1861–1866. Nauckhoff deltog i fälttåget mot Norge 1814 och bevistade där belägringen av Fredrikshald. Han skrev sig till Näsbyholms säteri som han ärvde efter sin äldre brors död 1857. Nauckhoff blev 1832 riddare, 1858 kommendör och 1862 kommendör med stort kors av Svärdsorden, 1848 riddare av Dannebrogorden och 1859 kommendör av Sankt Olavs orden. Han tilldelades Karl XIV Johans medalj 1855.